# Van Helsing
Van Helsing is een Amerikaanse film uit 2004, geschreven en geregisseerd door Stephen Sommers en opgedragen aan zijn vader. De hoofdrollen zijn voor Hugh Jackman en Kate Beckinsale.
De hoofdpersoon is gebaseerd op de Nederlandse vampierjager Abraham van Helsing uit het boek Dracula van Bram Stoker. Hij wordt echter bij voornaam "Gabriël" genoemd, waarbij gespeculeerd wordt dat de hoofdpersoon in feite de aartsengel Gabriël is.

## Verhaal
De film begint met een proloog, opgenomen in zwart-wit, die zich afspeelt in Transsylvanië in het jaar 1887. In de proloog is te zien hoe Dr. Frankenstein op bevel van graaf Dracula zijn bekende monster creëert. Dracula heeft Frankensteins werk gefinancierd daar hij nog niet nader gespecificeerde plannen heeft met het monster. Wanneer Frankenstein weigert met Dracula’s plan in te stemmen, vermoordt de graaf hem. Het kasteel van Frankenstein wordt aangevallen door een woedende menigte. Het monster neemt zijn dode “vader” mee naar buiten. Dracula en zijn drie bruiden jagen de menigte weg, maar kunnen niet voorkomen dat het monster in een grot onder een molen valt.
Enige tijd later ziet men Van Helsing in Parijs, waar hij jacht maakt op Dr. Jekyll en diens alter-ego Mr. Hyde. Mr. Hyde komt in het gevecht om. Van Helsing wordt geplaagd door herinneringen uit een eerder leven, wat honderden jaren terug plaatsvond. Na het gevecht met Hyde keert Van Helsing terug naar het Vaticaan waar hij een geheime organisatie genaamd "The Knights of the Holy Order" ontmoet. Ze sturen hem en een frater genaamd Carl naar Roemenië om Dracula te verslaan. Op die manier moet Van Helsing de vloek opheffen die rust op de Valerious-familie. Deze familie heeft gezworen dat geen van hen de hemel zal kunnen betreden voordat Dracula dood is. Er zijn nog maar twee leden van de familie in leven: Anna en haar broer Velkan. De twee jagen op dat moment op een weerwolf. Velkan wordt in het gevecht met de weerwolf gebeten door het beest alvorens hem te doden, en valt in een rivier.
Van Helsing arriveert in een dorpje vlak bij Dracula’s kasteel, en maakt meteen zijn standpunt duidelijk door een van Dracula’s bruiden te doden. Daarna vormt hij een bondgenootschap met Anna. Samen bezoeken ze het kasteel van Dracula. Daar ontdekken ze Dracula’s plan: Dracula heeft in de afgelopen eeuwen honderden kinderen verwekt bij zijn bruiden, maar daar hijzelf ondood is zijn al deze kinderen dood geboren. Met een machine van Dr. Frankenstein wil hij hen tot leven brengen. Zonder het monster en de dokter lukt het Dracula’s handlanger Igor echter niet om het proces te voltooien. Iedere keer dat hij een paar van de kinderen tot leven brengt, sterven ze korte tijd later. In het kasteel zien de twee Anna’s broer, die nu zelf een weerwolf is en volledig in de macht van Dracula.
Van Helsing onthult zichzelf aan Dracula die hem blijkbaar ook kent, al refereert hij naar Van Helsing als "Gabriel". Van Helsing ontdekt op de harde manier dat Dracula niet gedood kan worden op dezelfde manier als een normale vampier. Hij is gedwongen te vluchten met Anna. Tijdens hun vlucht belanden de twee in de grot onder de molen. Daar ontdekken ze Frankenstein’s monster, levend en wel. Ondertussen ontdekt Carl een verborgen schilderij van twee vechtende ridders. Wanneer hij een Latijnse spreuk uitspreekt komt het schilderij tot leven. De ridders veranderen in respectievelijk een weerwolf en een vampier, waarna de weerwolf de vampier doodt.
Van Helsing kan het monster niet doden daar hij niet kwaadaardig is. Daarom besluit hij hem in veiligheid te brengen in het Vaticaan. Het drietal reist per koets door Roemenië. Onderweg worden ze aangevallen door de twee bruiden en de weerwolf. Van Helsing slaagt erin een bruid en de weerwolf te doden, maar wordt zelf door de weerwolf gebeten. Binnen twee dagen zal hij derhalve zelf een weerwolf worden. De laatste bruid ontvoert Anna om Van Helsing te dwingen het monster over te dragen aan Dracula. Van Helsing redt Anna, die vast wordt gehouden in een gebouw vol vampieren, maar het monster wordt gevangen en meegenomen naar Dracula's kasteel.
Carl, Anna en Van Helsing moeten nu Dracula’s schuilplaats zien te vinden. Carl ontcijfert de aanwijzingen in Anna’s huis waardoor de geschiedenis van Dracula duidelijk wordt: Dracula is de zoon van een van Anna’s voorouders. Door een deal met Satan werd hij na zijn dood in het jaar 1462 een vampier. Anna’s voorouder kon zijn eigen zoon niet doden, dus sloot hij hem op in een bevroren kasteel en ging naar Rome om vergeving te vragen. Zo kwam de vloek op de familie te rusten. Tevens begrijpt Carl wat het schilderij inhield: alleen een weerwolf kan Dracula doden. Dankzij een stuk perkament dat hij heeft meegenomen uit het Vaticaan kan Van Helsing de poort openen naar Dracula’s kasteel.
In het kasteel ziet de groep het monster, die onthult dat Dracula een geneesmiddel voor de weerwolfvloek heeft. Dit omdat hij weerwolven al jaren als zijn soldaten gebruikt, maar zichzelf wilde kunnen beschermen als er een zich tegen hem zou keren. Carl en Anna zoeken dit medicijn terwijl Van Helsing Dracula zoekt. Dracula gebruikt het monster om de machine van dr. Frankenstein te activeren en zijn kinderen eindelijk echt tot leven te brengen.
Van Helsing bevrijdt het monster waarna hij en Dracula het uitvechten. Tijdens het gevecht verandert Van Helsing in een weerwolf. Anna en het monster verslaan samen de laatste bruid van Dracula en vinden het medicijn. Tijdens hun gevecht onthult Dracula Van Helsing dat hij niemand minder is dan aartsengel Gabriël, en de persoon die Dracula oorspronkelijk doodde in 1462. Van Helsing slaagt er na een lang gevecht in Dracula te doden. Met zijn dood verdwijnen ook al zijn kinderen.
Anna stormt de toren in en slaagt erin Van Helsing het medicijn te geven voordat zijn transformatie tot weerwolf permanent wordt. Van Helsing heeft op dit moment echter geen controle meer over zichzelf en doodt haar per ongeluk zodra ze hem het medicijn toedient. Anna krijgt nadien een crematie. Het monster van Frankenstein vertrekt de zee op in de hoop een plaats te vinden waar hij geaccepteerd wordt. Carl en Van Helsing zien hoe Anna en al haar voorouders eindelijk de hemel kunnen betreden. Daarna rijden ze de zon tegemoet.

## Rolverdeling
| Acteur                                 | Personage                        | Opmerkingen         |
| -------------------------------------- | -------------------------------- | ------------------- |
| Hugh Jackman                           | Gabriël Van Helsing              |                     |
| Kate Beckinsale                        | Anna Valerious                   |                     |
| Richard Roxburgh                       | Graaf Vladislaus Dracula         |                     |
| David Wenham                           | Carl                             |                     |
| Shuler Hensley                         | Het monster van Dr. Frankenstein |                     |
| Josie Maran Elena Anaya Silvia Colloca | Marishka Aleera Verona           | Bruiden van Dracula |
| Kevin J. O'Connor                      | Igor                             |                     |
| Will Kemp                              | Velkan Valerious                 |                     |
| Alun Armstrong                         | Kardinaal Jinette                |                     |
| Samuel West                            | Dr. Victor Frankenstein          |                     |
| Robbie Coltrane                        | Mr. Edward Hyde                  | stem                |

## Achtergrond